# Francis Laloupo
Francis Laloupo né en 1955 au Bénin, est un journaliste indépendant béninois, essayiste, enseignant, producteur et animateur sur Africa N°1 à Paris.

## Biographie
Journaliste dans la presse écrite au début des années 1980, à Libération, il fonde le magazine Taxi Ville, en 1982. Il est rédacteur en chef de Nouvelle Afrique Asie de 1996 à 2005 et directeur de la rédaction du magazine Continental de 2006 à 2010. Il exerce également à la radio et à la télévision : il est chroniqueur à France Inter de 2002 à 2008, puis à RFI, ainsi qu'animateur à France Ô et éditorialiste à TV5 depuis 2000. Il présente, depuis 2010, une émission dénommée Le Grand Débat, du lundi au vendredi sur Africa No 1,.
Il est chercheur associé à l'Institut de relations internationales et stratégiques (IRIS), enseignant en relations internationales à l'École supérieure des sciences économiques et commerciales (ESSEC) et à l'Institut pratique du journalisme (université Paris-Dauphine).

## Publications
- Francis Laloupo, France-Afrique : la rupture, maintenant?, Acoria, 15/05/2013., broché (ISBN 978-2-35572-107-6 et 2-35572-107-6, OCLC 854565077, lire en ligne)

- Blues démocratique, 1990-2020, éd. Karthala, 2022[4],[5],[6]